# Euphorbia setosa
Euphorbia setosa là một loài thực vật có hoa trong họ Đại kích. Loài này được (Boiss.) Müll.Arg. mô tả khoa học đầu tiên năm 1874.